# Meez
Meezとはカリフォルニア州サンフランシスコを本拠地とするソーシャル・ネットワーキング・サービスである。
ドナーウッド・メディア（Tringoのライセンスホルダー）のパトリシア・ペレスが「オンラインエンターテイメント」Webサービスとして開発し、リアルネットワークスの音楽サービス部門VPだったシーン・ライアンが設立。かつてYahoo!の取締役だったジョン・カヒルがMeezのCEOである。2006年3月28日にスタート、現在300万人のユニークユーザーが、月平均60時間サイトへのアクセスをしている。1300万人いる登録ユーザーのうち90%がアメリカ合衆国在住である。ナイキ、ロカウェア、NBA、NHLがMeezに広告を出稿している。

## Meez: Virtual World
Meez Nationは「Hoods」というユーザーが探索できる数種類の地域で構成されており、都心地域の「Uptown」、ビジネス街の「Posh Heights」、セレブ向けの「Meez Hills」、アーティスト向けの「Arcadia」、ビーチの「Chillville」、住宅街の「Burbia」、最先端の「Hell's Kitchen」と言った地域がある。これらの地域内には複数の溜まり場があり、これらは基本的にユーザーが作成したカスタムデザインのチャットルームである。
また、ユーザーはMeezの仮想世界と他のオンラインソーシャル・ネットワーク両方で使用出来る、自身の3Dなアバターを作成できる。

## Meez Forums
Meez ForumsとはMeezユーザーがMeezの最新ニュースを議論したり、チュートリアルや提案を作成することができる。

## 批判
2007年、TIME誌が「最悪な5つのウェブサイト」に選出した。その記事では「Meezの助けで製作した3Dアニメーションや他のデジタルな仕掛けはいらいらさせる」と述べられている"。最悪なウェブサイトに関してMeezの他にEHarmony、Evite、Myspace、Second Lifeが選出されている。